# La vuelta al mundo en la Numancia
La vuelta al mundo en la «Numancia» es la octava entrega de la cuarta serie de los Episodios nacionales de Benito Pérez Galdós, escrita en Madrid, entre enero y marzo de 1906. Recibe su título de la circunvalación del globo terrestre que el almirante Casto Méndez Núñez llevó a cabo a bordo de la fragata blindada Numancia, y tiene como protagonista al personaje galdosiano Diego Ansúrez.
Esta novela –que transcurre a lo largo de siete años, entre 1860 y 1867, cubriendo así el periodo más largo de las incluidas en los Episodios nacionales–, gira en torno a la torpe intervención española en la guerra del Pacífico contra Perú y Chile, en la que participó la Numancia. Los pasajes bélicos describen de forma minuciosa el bombardeo de Valparaíso y del Callao en 1866. Además del hecho de que sea la primera ocasión en que Galdós fabula en el espacio literario hispanoamericano, es interesante el estudio antropo-sociológico de Galdós sobre la vida de los peruanos en la época, vistos a través del prisma y criterio de los personajes de la trama, como en esta reflexión del personaje francés Fenelón:

«¿No comprendes esto, pobre Ansúrez? Pues es raro, porque un español, criado entre el bullicio de los pronunciamientos, entiendo yo que oirá crecer la hierba. ¿No has conocido que la revolución late en el Perú? Late y colea; sólo que anda todavía por debajo de las sillas y de las mesas, por debajo de las camas, por debajo de los altares. Belisario y su mamá doña Celia son del partido revolucionario, como amigos y no sé si parientes del Gran Mariscal Castilla, gigantón de esta fiesta. ¿No caes en la cuenta de que la razón o pretexto de los revolucionarios es el tratado de paces con España, que firmaron Pareja y el Presidente Pezet, arreglo que la gente levantisca considera como la mayor ignominia del Perú? Este patriotismo gordo y populachero es excelente cosa para ornamentar las banderas revolucionarias en los países de sangre española... Pues oye más, hombre inocente y sin hiel. Tu yerno Belisario y tu consuegra ilustre son los adeptos más rabiosos del bando antiespañol del Perú. Mira por dónde tu graciosa Mara, la morenita del tipo Virgen de Murillo, la de las sales granadinas, la discípula de las monjas, ha venido a ser una antiespañola furibunda. (...) Mara siguió a Belisario deslumbrada por la poesía exuberante de América. América es ya su patria; España, clásica, rígida y enjuta, ya no lo es. ¿Qué significa esto, cándido Ansúrez? ¿Te acuerdas de nuestra primera conversación en la borda de la Numancia, cuando tomábamos carbón en San Vicente? Todo lo que tú no entendías entonces te lo explicaba yo con una sola palabra: romanticismo. Romántico fue el amor de tu hija; románticamente te la robó Belisario; al Perú vinieron a realizar su ensueño; se han casado; son riquísimos... Todo esto quiere decir, por ejemplo, que cuando España arroja de sí el romanticismo, América lo recoge. Los ideales que desechan las madres maduras son recogidos por las hijas tiernas... España coge su rueca, y se pone a hilar el pasado; tu hija hila el porvenir... en rueca de oro.»
Capítulo XVI (Galdós, 1906)